# Воратеп Раттана-умпаван
Воратеп Раттана-умпаван (* 1 серпня 1969, Банґкок) — класичний гітарист з Таїланду, засновник Таїландського Гітарного о та Азійського Міжнародного гітарного фестивалю, що проходить в Банґкоку.

## Життя
Воратеп Раттана-умпаван почав навчатися гри на гітарі у 12 років. Три роки поспіль (1985–1987) був володарем Гран-прі на Yamaha Guitar Festival Competition в Банґкозі. У 1987 році вступив на факультет образотворчого та прикладного мистецтва університету Чулалонґкорн та отримав диплом бакалавра зі срібною медаллю по музиці Заходу. Спеціалізувався на класичній гітарі.
Завдяки таланту та навичкам на виступах, його запросили грати соло «Концерт Чао Прайя», написаному професором Брюсом Ґастоном у 1993 році. У квітні 2000 був запрошений одним з найвідоміших музичних закладів Японії щоб відіграти 3 сольні концерти. У листопаді того ж року отримав можливість взяти приватний урок в Едуардо Фернандеса, відомого гітариста, під час його гастрольного виступу в Банґкозі. Він брав участь у створенні Банґкозького Гітарного квартету та Банґкозького Гітарного товариства, президентом якого він був.
Воратеп виступає на міжнародних гітарних фестивалях у різних частинах світу, часто в дуеті з Леоном Коуделаком. Він є першим класичним гітаристом з Таїланду, який виступав у всьому світі на Міжнародних Гітарних фестивалях та першим тайським всесвітньовідомим гітаристом.

## Викладацька діяльність
У 1991 році був деканом Факультету гітарної музики в Музичній школі Чінаткарну. Викладає в Консерваторії університету Ранґсіт в Банґкозі та навчав в Тайському Гітарному товаристві. Його освітня діяльність має великий вплив на молодші покоління тайських гітаристів.

## Гітари
Воратеп грає на гітарах Торрес виготовлені Юічі Імай.

## Дискографія
- Гітара Лай Тай
- Гітара Лай Тай вип.2[4]